# Zinowiewia australis
Zinowiewia australis är en benvedsväxtart som beskrevs av Lundell. Zinowiewia australis ingår i släktet Zinowiewia och familjen Celastraceae. Inga underarter finns listade.